# ジェフリー・ハウ
アベラヴォンのハウ男爵リチャード・エドワード・ジェフリー・ハウ（英語：Richard Edward Geoffrey Howe, Baron Howe of Aberavon, CH PC QC、1926年12月20日 - 2015年10月9日）は、イギリスの政治家、一代貴族。保守党に所属し、マーガレット・サッチャー内閣で閣僚職を歴任した。1992年に一代貴族アベラヴォンのハウ男爵に叙された。妻のエルスペス・シャンドは、イギリス国王チャールズ3世の妃カミラの父ブルース・シャンドの異母妹にあたる。

## 経歴

### 前半生
1926年12月20日にウェールズのグラモーガンのポート・タルボットに事務弁護士であるベンジャミン・エドワード・ハウの息子として誕生する。
ウィンチェスター・カレッジを経てケンブリッジ大学トリニティ・ホールへ進学。1952年にミドル・テンプルで学び、法廷弁護士資格を取得した。1957年から1960年にかけてはボウ・グループの会長となり、雑誌『クロスボウ(Crossbow )』を経営した。

### 政界へ
1955年と1959年の総選挙ではアベラヴォン選挙区の保守党候補に擁立されたが、落選した。1964年の総選挙でベビントン選挙区から初当選し、保守党所属の庶民院議員となった。しかし1966年の総選挙では労働党候補に敗れて議席を失い、法廷弁護士の仕事に戻った。
1970年の総選挙でライギット選挙区から選出されて再び庶民院議員となり、エドワード・ヒース内閣下で法務次官に就任した。1972年からは通商工業省の閣外大臣に転じた。1974年2月の総選挙から東サリー選挙区から選出されて庶民院議員を務めるようになった（以降1992年に一代貴族に叙されるまでこの選挙区から選出され続ける）。
1975年の保守党党首選挙の二次投票に出馬してマーガレット・サッチャーらと争ったが、敗れている。

### サッチャー内閣
1979年にサッチャー内閣が誕生すると財務大臣に就任した。ハウはサッチャリズムの熱心な信奉者として知られ、大蔵省副大臣(金融担当大臣)ナイジェル・ローソンの起草からなる中期金融財政戦略(MTFS)を採用した。これはインフレの抑制を最重要目標とし、経済管理にマネタリストのアプローチを用いようという物であった。インフレの抑制の他、歳出削減による財政赤字縮小、間接税への移行、為替管理廃止、非課税企業地域の創設、民営化などを推進した。
1983年には外務・英連邦大臣に転任。アメリカ国務長官ジョージ・シュルツと緊密な関係を築き、サッチャーとアメリカ大統領ロナルド・レーガンの結束を支えた。
欧州共同体(EC)との関係改善にも努め、1985年にはサッチャーを説き伏せて単一欧州議定書に署名させた。さらに1989年には欧州為替相場メカニズム(ERM)への加入をサッチャーに進言したが、サッチャーが慎重姿勢を崩さなかったため、マドリードでのEC首脳会談の前に財務大臣ナイジェル・ローソンとともに辞職をちらつかせる強硬な進言を行った。サッチャーは二人を慰留したものの、マドリードでの首脳会議でサッチャーと諍いを起こしたことが原因で、同年7月の内閣改造でハウは外相から外された。代わりに副首相・庶民院院内総務・枢密院議長のポストが与えられたが、これは左遷も同じだった。
なおもハウはヨーロッパ統合問題での落としどころを探っていたが、サッチャーのいかなる欧州統合も拒否する姿勢にうんざりし、1990年11月1日に辞任を表明した。11月13日の辞任演説では「最初の球が投げられる時、打席に割って入ろうとして分かったことは、チームのキャプテンによって試合前に、バットがことごとく破壊されていたことだった」と述べてサッチャーを批判する演説を行った。

### 晩年
辞職直後の1990年11月末に行われた保守党党首選挙では、サッチャーとの対決姿勢を強めるマイケル・ヘーゼルタインから支持を求められたが、彼との共同行動は拒否した。
1992年6月30日に一代貴族爵位アベラヴォンのハウ男爵(Baron Howe of Aberavon)に叙せられ、貴族院議員に列した。
1994年には回顧録『忠誠の葛藤(Conflict of Loyalty)』を著した。
2010年の総選挙を前に経済問題アドバイザーとしてジョージ・オズボーンに召集された4人の元財務大臣の一人であり、2010年からのキャメロン政権でも経済について政府に助言を行った。
2015年5月に貴族院議員を休職し、同年10月9日に死去した。

## 栄典

### 爵位
1992年6月30日に以下の爵位を新規に叙せられた。
- サリー州におけるタンドリッジのアベラヴォンのハウ男爵 (Baron Howe of Aberavon, of Tandridge in the County of Surrey)
(勅許状による一代貴族爵位)

### 勲章
- 1996年、コンパニオン・オブ・オナー(CH)[2]